# Phyllophaga stzotzilana
Phyllophaga stzotzilana är en skalbaggsart som beskrevs av Moron 2001. Phyllophaga stzotzilana ingår i släktet Phyllophaga och familjen Melolonthidae. Inga underarter finns listade i Catalogue of Life.